# Perui szivárványos boa
A perui szivárványos boa (Epicrates cenchria gaigei) a szivárványos boa egyik alfaja.

## Előfordulása
Peru, Chile, Bolívia, Venezuela, Brazília területén honos. [forrás?]

## Megjelenése
Hossza 4 méter. Tömege 10 kilogramm. Kedvelt akváriumban és terráriumban tartható állat. Hasznos: megfogja az
egeret, patkányt, pockot, tücsköt, csótányt. Kitűnő úszó, gyakran 10 méteres vizekben
úszik.Egeret, patkányt, pockot, halat, rovarokat és gyíkokat eszik.